# Un mariage de princesse
Série
Princesse malgré elle
(2001) Princesse malgré elle 3
Pour plus de détails, voir Fiche technique et Distribution.
Un mariage de princesse ou Le Journal d'une Princesse 2 : Les Fiançailles royales au Québec est un film américain de Garry Marshall sorti en 2004, suite de Princesse malgré elle. La distribution fait de nouveau appel à Anne Hathaway et Julie Andrews.

## Synopsis
Après avoir été diplômée, Mia repart en Génovie où elle devrait être couronnée lorsque sa grand-mère abdiquera en sa faveur, à la fin de l'année. Mais à son arrivée, elle se rend compte qu'il y a un autre prétendant au trône, Lord Nicholas Devereaux, manipulé par son oncle. La loi de Génovie disposant clairement qu'une femme doit se marier avant d'accéder au trône, la jeune fille a un mois pour se marier si elle ne veut pas voir la couronne lui échapper. De nombreux prétendants vont alors défiler, tandis que Mia apprend les mœurs de la cour. En parallèle, Mia et Nicholas ne cessent de se disputer, finissant par tomber amoureux.

## Fiche technique
- Titre : Un mariage de princesse
- Titre original : Princess Diaries 2: Royal Engagement
- Titre québécois : Le Journal d'une princesse 2 : Les Fiançailles royales
- Réalisateur : Garry Marshall
- Scénariste : Shonda Rhimes
- Montage : Bruce Green
- Producteurs : Debra Martin Chase
- Production : BrownHouse productions (États-Unis), Walt Disney Pictures (États-Unis)
- Directeur de la photographie : Charles Minsky
- Compositeur : John Debney
- Décors : Albert Brenner
- Costume : Gary Jones
- Distribution : Walt Disney Pictures (États-Unis), Gaumont Buena Vista International (France)
- Pays :  États-Unis
- Langue : anglais
- Format : 35 mm, couleur, Dolby numérique, 1.85:1
- Genre : comédie
- Date de sortie : 20 octobre 2004 (France)
- Durée : 113 minutes

## Distribution
- Anne Hathaway (VF : Sarah Marot ; VQ : Aline Pinsonneault) : Mia Thermopolis
- Julie Andrews (VF : Marie-Martine Bisson et Brigitte Virtudes (chants) ; VQ : Claudine Chatel) : Clarisse Renaldi
- Chris Pine (VF : Emmanuel Garijo ; VQ : Jean-François Beaupré) : Lord Nicholas
- Hector Elizondo (VF : Jean-François Aupied ; VQ : Luis de Cespedes) : Joseph (« Joe »)
- Heather Matarazzo (VF : Dorothée Pousséo ; VQ : Violette Chauveau) : Lilly Moscovitz
- John Rhys-Davies (VF : Jean-Claude Sachot ; VQ : Jean-Marie Moncelet) : Vicomte Mabrey
- Callum Blue (VF : Guillaume Lebon ; VQ : François Trudel) : Andrew Jacoby
- Kim Thomson (en) (VF : Nadège Perrier ; VQ : Viviane Pacal) : Reporter Elsie Penworthy
- Matthew Walker : Captaine Kip Kelly
- Spencer Breslin (VQ : Nicolas Bacon) : le prince Jacques Dubé
- Joel McCrary : le Premier ministre Motaz
- Sean O'Bryan (en) (VQ : Antoine Durand) : O'Connell
- Caroline Goodall (VF : Anne Massoteau ; VQ : Natalie Hamel-Roy) : Helen Thermopolis
- Raven-Symoné (VF : Barbara Tissier et Mimi Félixine (chants) ; VQ : Geneviève Déry) : Asana
- Abigail Breslin : Carolina, petite fille suçant son pouce lors de la parade
- Tom Poston (VQ : Benoît Marleau) : Lord Palimore
- Greg Lewis (VQ : Yves Massicotte) : Baron Von Troken
- Kathleen Marshall (en) (VQ : Nathalie Coupal) : Charlotte Kutaway
- Larry Miller (VQ : Pierre Chagnon) : Paolo
- Sandra Taylor (VQ : Anne Bédard) : Suki Sanchez
- Paul Williams (VQ : Éric Gaudry) : Lord Harminy
- Isabella Hofmann (VF : Ethel Houbiers) : Hildegard, Miss Génovie

## Autour du film

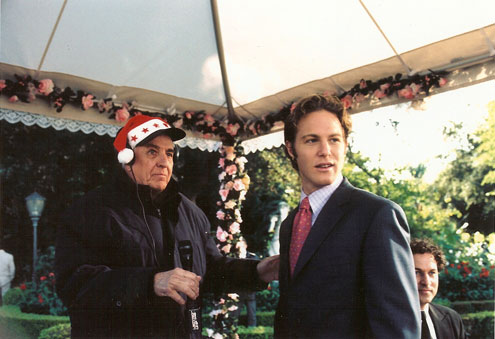
Jonny Blu et Garry Marshall

- La première du film a eu lieu le 7 août 2004 dans le cinéma AMC de Downtown Disney du Disneyland Resort en Californie.
- Ce film est la suite de Princesse malgré elle.
- L'interprète du prince Jacques Dubé (Spencer Breslin) et l'interprète de Carolina (Abigail Breslin) sont frère et sœur dans la vraie vie.
- Stan Lee apparaît à la fin du film intitulé L'homme en costume 3 pièces pour la VF et Three stooges wedding guest pour la VO.